# La Sgambeda
La Sgambeda è una gara di granfondo di sci di fondo con partenza e arrivo a Livigno, in Lombardia. Organizzata nella sua prima edizione nel 1990, l'evento si tiene ogni anno a dicembre su percorsi tracciati ad un'altitudine compresa tra i 1800 e i 2100 m s.l.m.
La manifestazione prevede una gara in tecnica libera su 35 km. Nel 2014 e 2015, nel quadro della Sgambeda, si è tenuto il prologo di 15 km per il trofeo Ski Classic di tecnica classica, a cui parteciparono solo i membri delle squadre professionistiche.

## Storia
Nel 1990 si svolse la prima edizione della Sgambeda, vinta dai campioni italiani Guidina Dal Sasso e Maurilio De Zolt e a cui parteciparono 264 sciatori.
Il maggior numero di vittorie sono state ottenute da donne: nella tecnica libera l'italiana Lara Peyrot (2003, 2004 e 2006) è la finlandese Riitta-Liisa Roponen (2012, 2013, 2014); nella tecnica libera la svedese Britta Johansson Norgren (2016, 2017, 2018). Tra gli uomini, diverse concorrenti hanno vinto due volte, tra cui lo svedese due volte vincitore della FIS Marathon Cup Jerry Ahrlin, che ha vinto La Sgambeda nel 2006 e 2007.
Nel 2005 il primo posto tra gli uomini è stato assegnato ex aequo al photofinish a due concorrenti italiani: Tullio Grandelis e Biagio Di Santo.
A causa dell'assenza di neve l'edizione 2001 venne annullata, mentre nel 2011 la scarsità del manto nevoso consentì solo lo svolgimento della Minisgambeda riservata ai giovani sciatori e della Short Race di 3 km. Nel 2020 l'edizione venne annullata a causa della pandemia da Covid-19.

## Albo d'oro

### Tecnica libera
| Edizione | Anno | Uomini                                | Donne                                 | Percorso                              |
| -------- | ---- | ------------------------------------- | ------------------------------------- | ------------------------------------- |
| 1        | 1990 | Maurilio De Zolt                      | Guidina Dal Sasso                     | 42,2 km                               |
| 2        | 1991 | Luciano Fontana                       | Dorota Dziadkowiec                    | 34 km                                 |
| 3        | 1992 | Gaudenzio Godioz                      | Dolores Rupp                          | 35 km                                 |
| 4        | 1993 | Maurizio Pozzi                        | Edy Guala                             | 35 km                                 |
| 5        | 1994 | Silvano Barco                         | Karin Moroder                         | 35 km                                 |
| 6        | 1995 | Silvano Barco                         | Roberta Tarter                        | 32 km                                 |
| 7        | 1996 | Michail Botvinov                      | Gudrun Pflüger                        | 39,5 km                               |
| 8        | 1997 | Johann Mühlegg                        | Maria Canins                          | 42 km                                 |
| 9        | 1998 | Johann Mühlegg                        | Guidina Dal Sasso                     | 32 km                                 |
| 10       | 1999 | Fabio Giacomel                        | Michela Benzoni                       | 32 km                                 |
| 11       | 2000 | Roberto De Zolt                       | Michela Benzoni                       | 40 km                                 |
| 12       | 2001 | Annullata per mancanza di neve        | Annullata per mancanza di neve        | Annullata per mancanza di neve        |
| 13       | 2002 | Maurizio Pozzi                        | Antonella Confortola                  | 35 km                                 |
| 14       | 2003 | Roberto De Zolt                       | Lara Peyrot                           | 42 km                                 |
| 15       | 2004 | Gianantonio Zanetel                   | Lara Peyrot                           | 42 km                                 |
| 16       | 2005 | Biagio Di Santo Tullio Grandelis      | Cristina Paluselli                    | 42 km                                 |
| 17       | 2006 | Jerry Ahrlin                          | Lara Peyrot                           | 42 km                                 |
| 18       | 2007 | Jerry Ahrlin                          | Tatjana Jambajeva                     | 42 km                                 |
| 19       | 2008 | Marco Cattaneo                        | Sabina Valbusa                        | 40 km                                 |
| 20       | 2009 | Sergej Širjaev                        | Valentyna Ševčenko                    | 42 km                                 |
| 21       | 2010 | Fabio Santus                          | Valentyna Ševčenko                    | 42 km                                 |
| 22       | 2011 | Annullata per scarsità di neve        | Annullata per scarsità di neve        | Annullata per scarsità di neve        |
| 23       | 2012 | Petter Northug                        | Riitta-Liisa Roponen                  | 42 km                                 |
| 24       | 2013 | Petter Northug                        | Riitta-Liisa Roponen                  | 42 km                                 |
| 25       | 2014 | Chauvet Benoit                        | Riitta-Liisa Roponen                  | 42 km                                 |
| 26       | 2015 | Non disputata (solo tecnica classica) | Non disputata (solo tecnica classica) | Non disputata (solo tecnica classica) |
| 27       | 2016 | Non disputata (solo tecnica classica) | Non disputata (solo tecnica classica) | Non disputata (solo tecnica classica) |
| 28       | 2017 | Non disputata (solo tecnica classica) | Non disputata (solo tecnica classica) | Non disputata (solo tecnica classica) |
| 29       | 2018 | Anders Gløersen                       | Anna Haag                             | 30 km                                 |
| 30       | 2019 | Renaud Jay                            | Celine Lallier Choppard               | 30 km                                 |
|          | 2020 | Non disputata                         | Non disputata                         | Non disputata                         |
| 31       | 2021 | Mikael Abram                          | Frida Erkers                          | 30 km                                 |

### Tecnica classica
| Anno | Uomini                         | Donne                          | Percorso                       |
| ---- | ------------------------------ | ------------------------------ | ------------------------------ |
| 2009 | Viktor Novotny                 | Natalia Zernova                | 21 km                          |
| 2010 | Stanislav Řezáč                | Natalia Zernova                | 21 km                          |
| 2011 | Annullata per scarsità di neve | Annullata per scarsità di neve | Annullata per scarsità di neve |
| 2012 | Daniel Richardsson             | Emma Wikén                     | 21 km                          |
| 2013 | John Kristian Dahl             | Julija Tichonova               | 21 km                          |
| 2014 | Anders Aukland                 | Seraina Boner                  | 35 km                          |
| 2015 | John Kristian Dahl             | Kateřina Smutná                | 24 km                          |
| 2016 | Tord Asle Gjerdalen            | Britta Johansson Norgren       | 30 km                          |
| 2017 | Andreas Nygaard                | Britta Johansson Norgren       | 35 km                          |
| 2018 | Øystein Pettersen              | Britta Johansson Norgren       | 28 km                          |